# La Tauromachie (1953)
Pour les articles homonymes, voir La Tauromachie.
La Tauromachie (1953) est une sculpture de Germaine Richier en bronze  réalisée en 11 exemplaires dont  plusieurs sont répartis dans différents musées. Chaque exemplaires diffère des autres dans le traitement du bronze qui est soit patiné foncé, soit patiné nettoyé. La taille des exemplaires varie aussi. Celui du Danemark est de  116 × 54 × 101 cm.

## Description
La sculpture représente un torero, ventre percé, marchant fier et droit, accompagné d'un crâne de taureau mort qu'il semble promener comme un chien. Le torero est sans tête et porte à la main une très petite épée pointée vers le bas. L'exemplaire du Musée Louisiana, en bronze patiné nettoyé, a l'éclat du doré.
Cette œuvre a été connue du public et des critiques d'art en 1953, d'où son titre, mais elle a été conçue en 1948, date à laquelle André Pieyre de Mandiargues la découvrit avec stupeur. Il la qualifia d'abord de « trésor de cruauté  », avant d'y reconnaître l'humour (« éclat de rire » ) qui sous-tend toute l'œuvre de l'artiste, et qu'il a développé dans un article intitulé « L'humour cruel de Germaine Richier ».
Le terme de cruauté et d'horreur est très souvent employé pour l'œuvre de cette sculptrice par les critiques d'art masculins qui voyaient dans son œuvre entière quelque chose de viril  avec ses araignées géantes et ses personnages insectiformes. Mais on reconnaît aussi qu'à l'époque, la sculpture était une affaire d'hommes, tout comme la corrida, croyait-on.

## Postérité
Cette œuvre a été exposée dans le Palazzo Venier dei Leoni  par le Musée Peggy Guggenheim à Venise du 28 octobre 2006 au 5 février 2007 en même temps que La Regodias et  L'Ouragane.  Elle  faisait partie de la rétrospective Germaine Richier à la Fondation Maeght en 1996.

### Ouvrages
- Valérie Da Costa, Germaine Richier, un art entre deux mondes, Paris, Norma, 2006, 188 p. (ISBN 2-915542-01-5, lire en ligne)
- Alvaro Martinez-Novillo, Le Peintre et  la Tauromachie, Paris, Flammarion, 1988
- André Pieyre de Mandiargues, Germaine Richier, Bruxelles, Synthèses, 1959
- (it + en) Luca Massimo Barbero., Germaine Richier, catalogo publicato in occasione della mostra tenuta a Venezia 2006-2007, New York, Peggy Guggenheim collection- Solomon R.Guggnheim Foundation, 2006, 141 p. illustré par les photos de Brassaï[8]
- Jean-Louis Prat, Germaine Richier, rétrospective, Saint-Paul-de-Vence, Fondation Maeght, 1996, 240 p. (ISBN 978-2-900923-13-9),  rétrospective du 5 avril au 18 juin 1996

### Articles
- Les étranges créatures de Germaine Richier enfin rassemblées par Geneviève Breerette[note 1], Le Monde, 17 avril 1996, p. 22

la page contient aussi un extrait d'entretien de César avec Alain Jouffroy sur Germaine Richier
- Le Chaos debout par Bernard Heitz, Télérama no 2417 du 8 mai 1996, p. 92 à 94.